# Rodolfo Zapata
Rodolfo Zapata (Buenos Aires; 10 de mayo de 1932 - 1 de agosto de 2019) fue un cantante de folclore y actor argentino cuyas letras se destacan por su contenido humorístico y con doble sentido.

## Biografía
Rodolfo Zapata nació en el barrio de Nueva Pompeya de la ciudad de Buenos Aires y fue un reconocido hincha del Club Atlético Huracán. Vivía en Bella Vista, partido de San Miguel, provincia de Buenos Aires.
A los diez años, empezó a estudiar folclore y danza. En 1946, con catorce años, debutó en la compañía teatral de Olinda Bozán y Francisco Álvarez.

## Carrera artística
En 1949 debutó en la pantalla grande con la película Crisol de hombres, con Fernando Siro.  Ese año participó en Vidalita como doble de los pies de Mirtha Legrand, bailando un malambo. En 1966 protagonizó La Gorda junto a Nelly Beltrán.
En 1957, compuso la canción «Malambo en la noche», que fue grabado por varios intérpretes, entre ellos Horacio Guarany y Antonio Tormo.
En 1961, con Ernesto Cabeza, de Los Chalchaleros, escribieron la canción «La Gorda», que sería grabada por este grupo. El éxito de esta canción humorística le abrió la posibilidad de grabar otras como intérprete al año siguiente. En 1965 grabó sus primeros tres discos: «La Gorda», «No vamo' a trabajar» y «Regalito». En 1969 protagonizó junto a Fidel Pintos y Susana Brunetti la película Un gaucho con plata.
Siguió grabando discos y actuó en Argentoamérica. En teatro se destacó en revistas como Los Reyes del Tabarís, haciendo un exitoso trío con Adolfo Stray y Dringue Farías.

## Vida personal
Tuvo cinco hijos. Sus dos hijos varones siguieron su vocación artística. Guillermo Zapata es un actor, modelo y empresario en Hollywood.  En tanto Rodolfo "Rolo" Zapata, exfutbolista y actual entrenador con amplia trayectoria en el fútbol de África y Estados Unidos, entiende que el futbol también es un arte y un espectáculo.

## Fallecimiento
Zapata falleció el 1 de agosto de 2019 en Buenos Aires, a los 87 años. La noticia fue confirmada por su nieta, Amira Hidalgo, periodista en ese entonces de Crónica Televisión.

## Discografía
Desde que comenzó su carrera en el año 1949, Zapata, lanzó más de cuarenta (40) proyectos musicales con discográficas como Music Hall, Leader Music, Magenta Discos, entre otras.
- 1964: Zapata - MUSIC HALL
- 1964: Para Mamá - Regalito - MUSIC HALL
- 1965: La Gorda - MUSIC HALL
- 1965: No vamo´a trabajar - MUSIC HALL
- 1965: Festival Zapata - MUSIC HALL
- 1965: Zapata Zapata Zapata - MUSIC HALL
- 1965: Regalito - MUSIC HALL
- 1966: Canciones del film "La Gorda"
- 1967: Alegría de vivir - MUSIC HALL
- 1967: Malambo en la noche / Mi serenata - MUSIC HALL
- 1967: Mi hija cumple 15 años - MUSIC HALL
- 1968: Mi Serenata - MUSIC HALL
- 1968: Minipicardías - MUSIC HALL
- 1968: Sabor de Navidad - Felicidades - MUSIC HALL
- 1969: Afloje, Mamá - MUSIC HALL
- 1969: El fútbol femenino / Chacarera del marciano - MUSIC HALL
- 1969: Yo soy Rodolfo Zapata - MUSIC HALL
- 1969: Llueve / Me voy para Buenos Aires - MUSIC HALL
- 1970: Con todo - MUSIC HALL
- 1971: Picardías Vol. 2 - MUSIC HALL
- 1971: Picardías Vol. 3 - MUSIC HALL
- 1972: Picardías Vol. 4 - MUSIC HALL
- 1972: Canciones de mis amigos - MUSIC HALL
- 1972: Brindis de la amistad / Así son los apellidos - MUSIC HALL
- 1973: Picardías Vol. 5 - MUSIC HALL
- 1973: A vos, querida vecina - MUSIC HALL
- 1973: Picardías en vivo - Zapata en New York - MUSIC HALL
- 1974: Picardías con lo mejor de Rodolfo Zapata - MUSIC HALL
- 1976: Picardías de Zapata Vol. 6 - MUSIC HALL
- 1977: Argentina alegre - MUSIC HALL
- 1978: Vivamos con alegría - MUSIC HALL
- 1979: Picardías con lo mejor - MUSIC HALL
- 1980: Entre éxitos y picardías - MAGENTA
- 1981: Zapata´81 - SURCO INDUSTRIAS MUSICALES S.R.L.
- 1985: Picardías entre cumbias y rancheras - MICROFON ARGENTINA S.A.
- 1987: Canciones y picardías (junto a Guillermo Zapata) - MICROFON ARGENTINA S.A.
- 1994: La Gorda - MUSIC HALL
- 1998: Alegría total - LEADER MUSIC
- 2001: El guitarrón picarón - EURO RECORDS S.A.
- 2005: Grandes Éxitos - LA LAIDA EDITORA S.R.L.
- 2011: Zapata en vivo - MAGENTA
- 2011: La Gorda - MAGENTA
- 2013: Las nuevas picardías - UTOPIA